# Девід Морган
Девід Морган (англ. David Morgan, нар. 1 січня 1994, Кардіф, Уельс) — австралійський плавець, бронзовий призер Олімпійських ігор 2016 року.

## Виступи на Олімпійських іграх
| Олімпіада | Дисципліна         | Місце |
| --------- | ------------------ | ----- |
| Ріо 2016  | 100 м батерфляєм   | 9     |
| Ріо 2016  | 200 м батерфляєм   | 19    |
| Ріо 2016  | 4×100 м комплексом | 3     |